# Commodore CBM 80xx
Commodore CBM 80xx (CBM 80xx) је била серија професионалних рачунара фирме Комодор (Commodore) која је почела да се производи у САД од 1981. године.
Користили су MOS Technology 6502 као микропроцесор. RAM меморија рачунара је имала капацитет од 32, 64 или 96 KB. 
Као оперативни систем кориштен је уграђени (ROM v4.0).

## Детаљни подаци
Детаљнији подаци о рачунару CBM 80xx су дати у табели испод.
|                       |                                                         |
| [ 1 ]                 |                                                         |
| Произвођач            | Комодор                                                 |
| Тип                   | професионални рачунар                                   |
| Меморија              | 32, 64 или 96                                           |
| Поријекло             | Сједињене Америчке Државе                               |
| Година                | 1981                                                    |
| Тастатура             | тастатура са пуним помаком тастера (пословна тастатура) |
| Процесор              |                                                         |
| Фреквенција процесора | 1                                                       |
| RAM                   | 32, 64 или 96                                           |
| ROM                   | 16                                                      |
| Текст                 | 80 стубова x 25 линија                                  |
| Графика               | нема                                                    |
| Боја                  | монохроматски                                           |
| Звук                  | 3 гласа, 9 октава (700)                                 |
| Димензије             |                                                         |
| Портови               |                                                         |
| Оперативни систем     | уграђени ROM v4.0                                       |